# Kość klinowata przyśrodkowa
Kość klinowata przyśrodkowa, kość klinowata pierwsza (łac. os cuneiforme mediale, os cuneiforme primum, os tarsale primum) – kość stępu stopy człowieka, największa ze wszystkich kości klinowatych. Kość klinowata przyśrodkowa łączy się z czterema kośćmi: kością łódkowatą, klinowatą pośrednią oraz kośćmi śródstopia I i II.